# Kościół św. Jana Chrzciciela w Wołkołacie
Kościół św. Jana Chrzciciela w Wołkołacie – kościół parafialny w Wołkołacie na Białorusi. Świątynia była nieprzerwanie otwarta w okresie zaboru rosyjskiego, okupacji niemieckiej i władzy sowieckiej. Została wpisana do Państwowego Spisu Zabytków Historyczno-Kulturowych Republiki Białorusi.

## Historia
Pierwszy kościół w Wołkołacie powstał prawdopodobnie w 1520. Kolejny ufundował w 1624 r. podkomorzy oszmiański Jan Dołmat-Isajkowski. W latach 1884–1893 staraniem proboszcza ks. dziekana Nikodema Cycena wybudowano nową świątynię, a dokładnie obudowano starą drewnianą, ceglano-kamiennymi ścianami. W ten sposób pod pozorem remontu, udało się obejść carski zakaz budowy nowych świątyń, wprowadzony jako represja po powstaniu styczniowym. 12 października 1885 r. kościół został poświęcony przez ks. Cycena. Ponowna konsekracja odbyła się w 1893 r.

## Architektura
Kościół wybudowano w stylu neobarokowym, jednak we wnętrzu znajdują się ołtarze z XVII w. przeniesione ze starej świątyni. Na szczególną uwagę zasługuje obraz Matki Bożej z dzieciątkiem z 1667 r. Świątynia posiada zabytkowe barokowe organy.
Przy kościele znajduje się murowana dzwonnica z 1748 r. z trzema dzwonami.

## Galeria

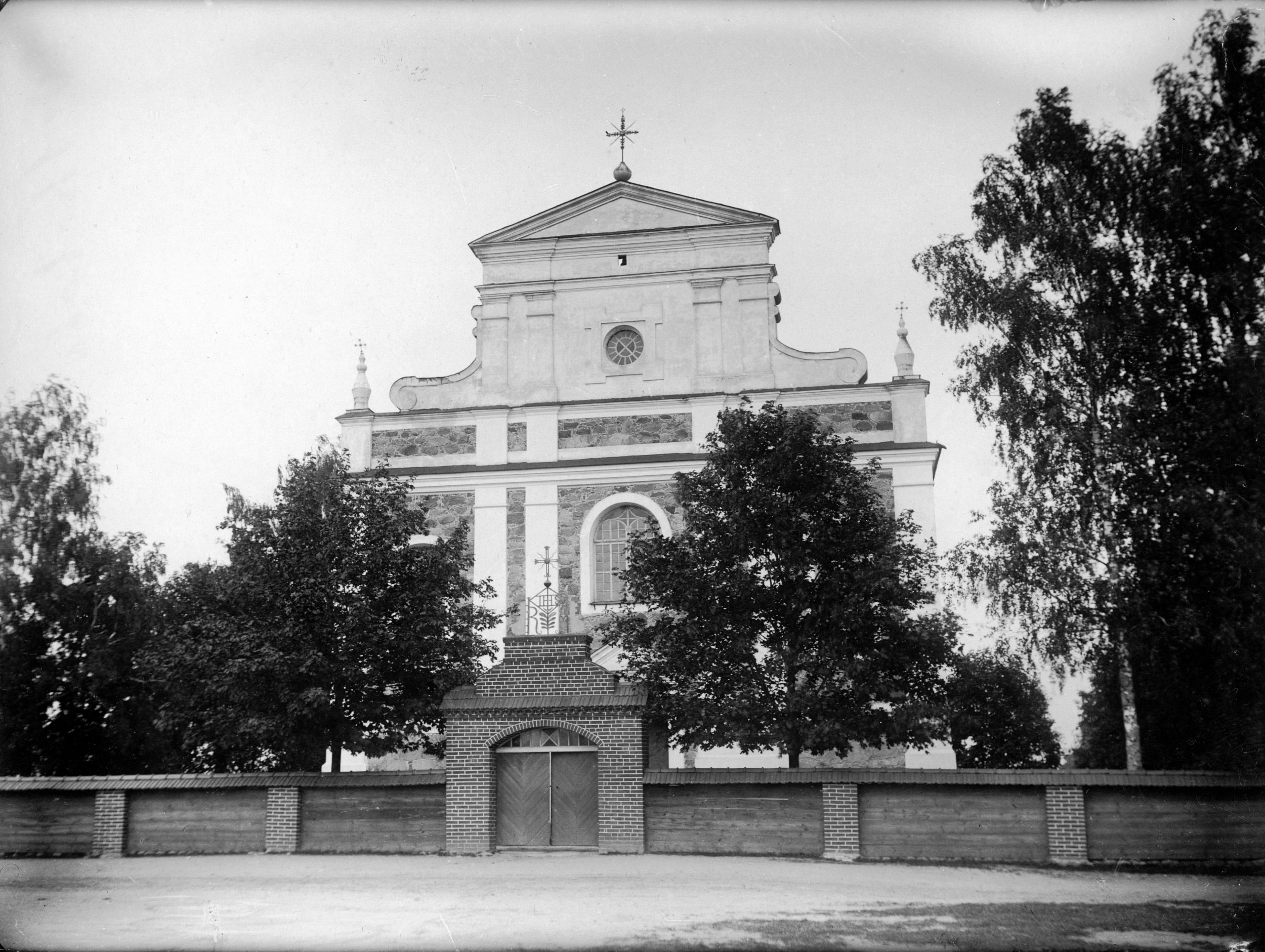
Kościół około 1900 r.
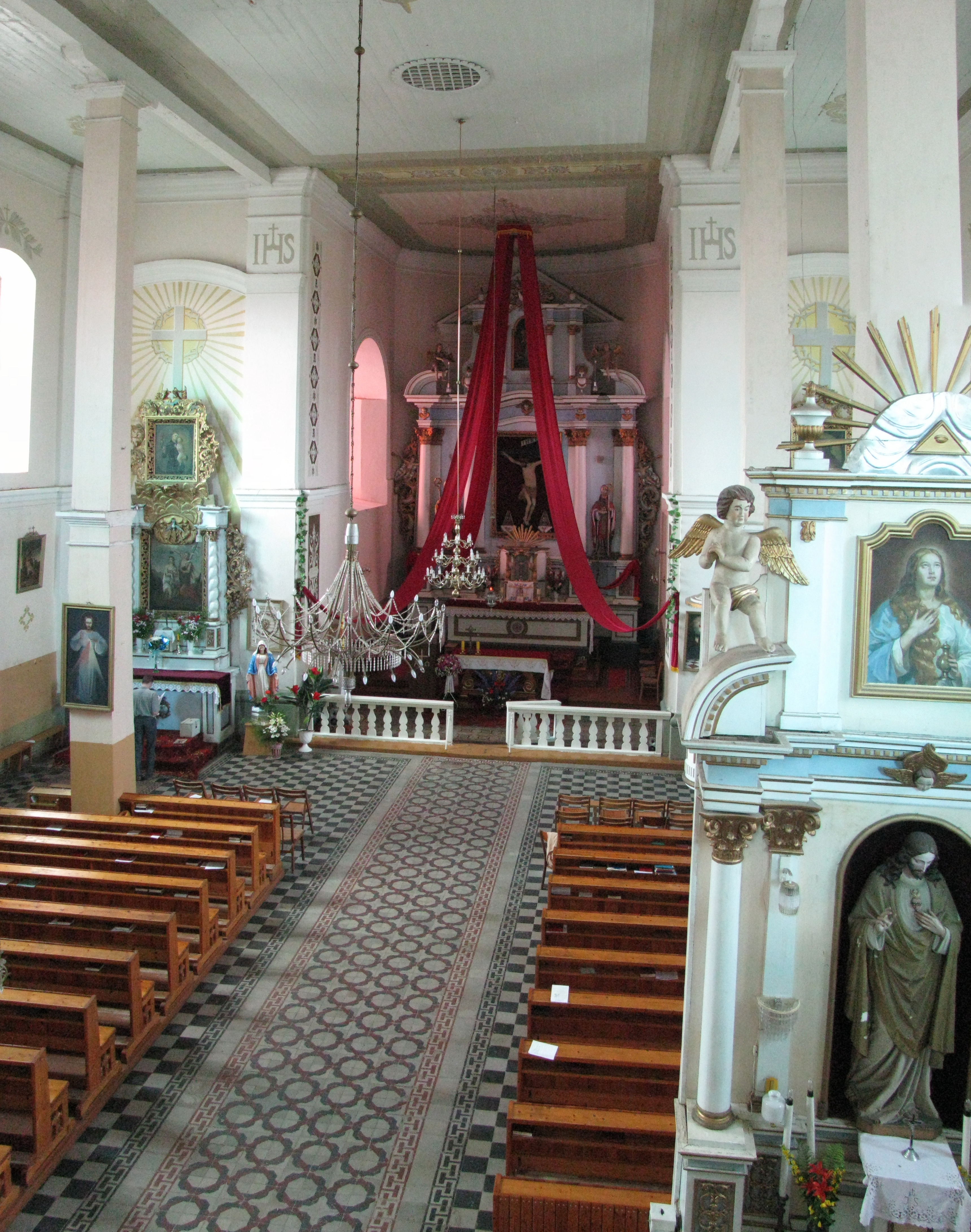
Wnętrze kościoła
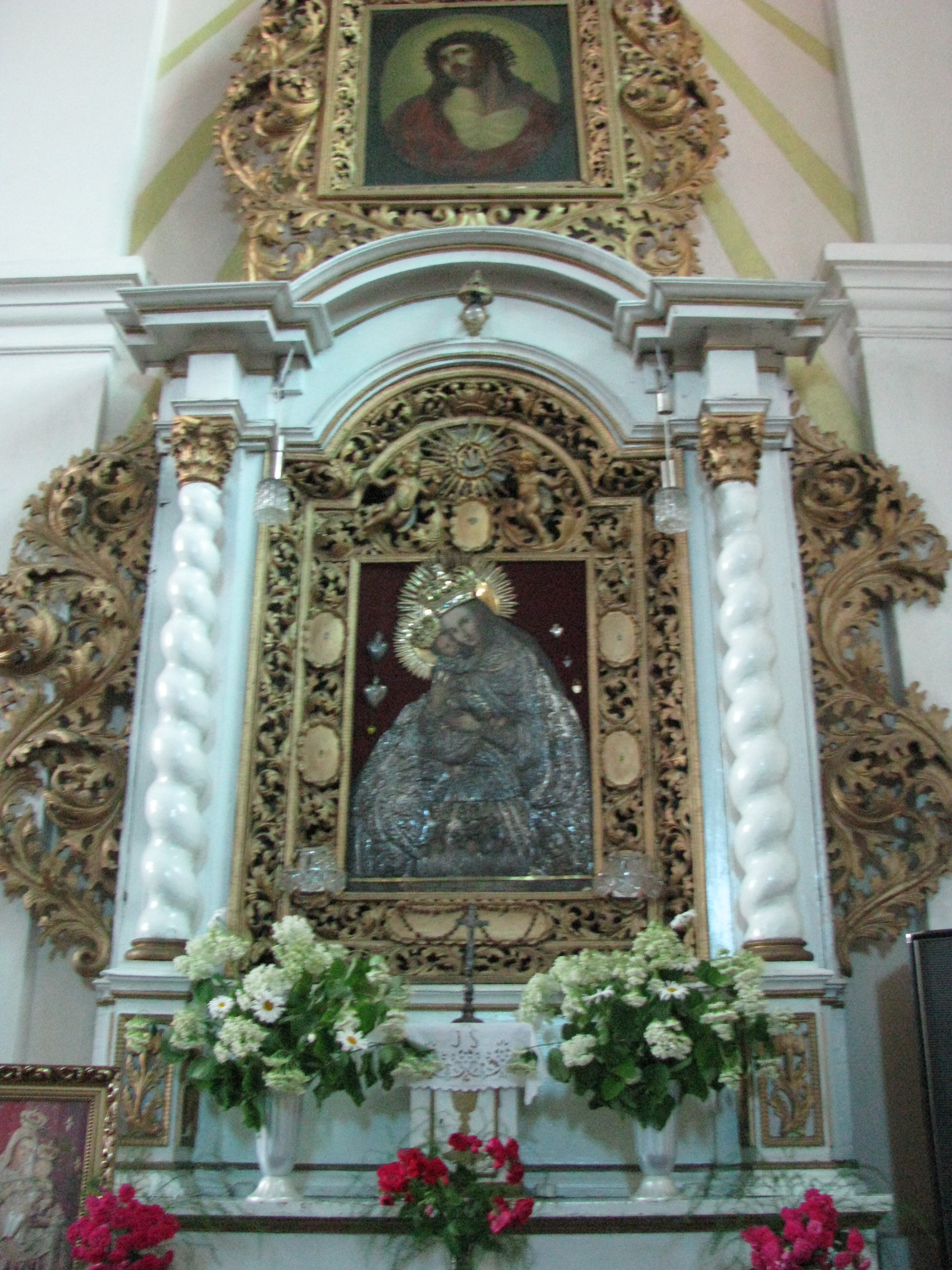
Ołtarz boczny
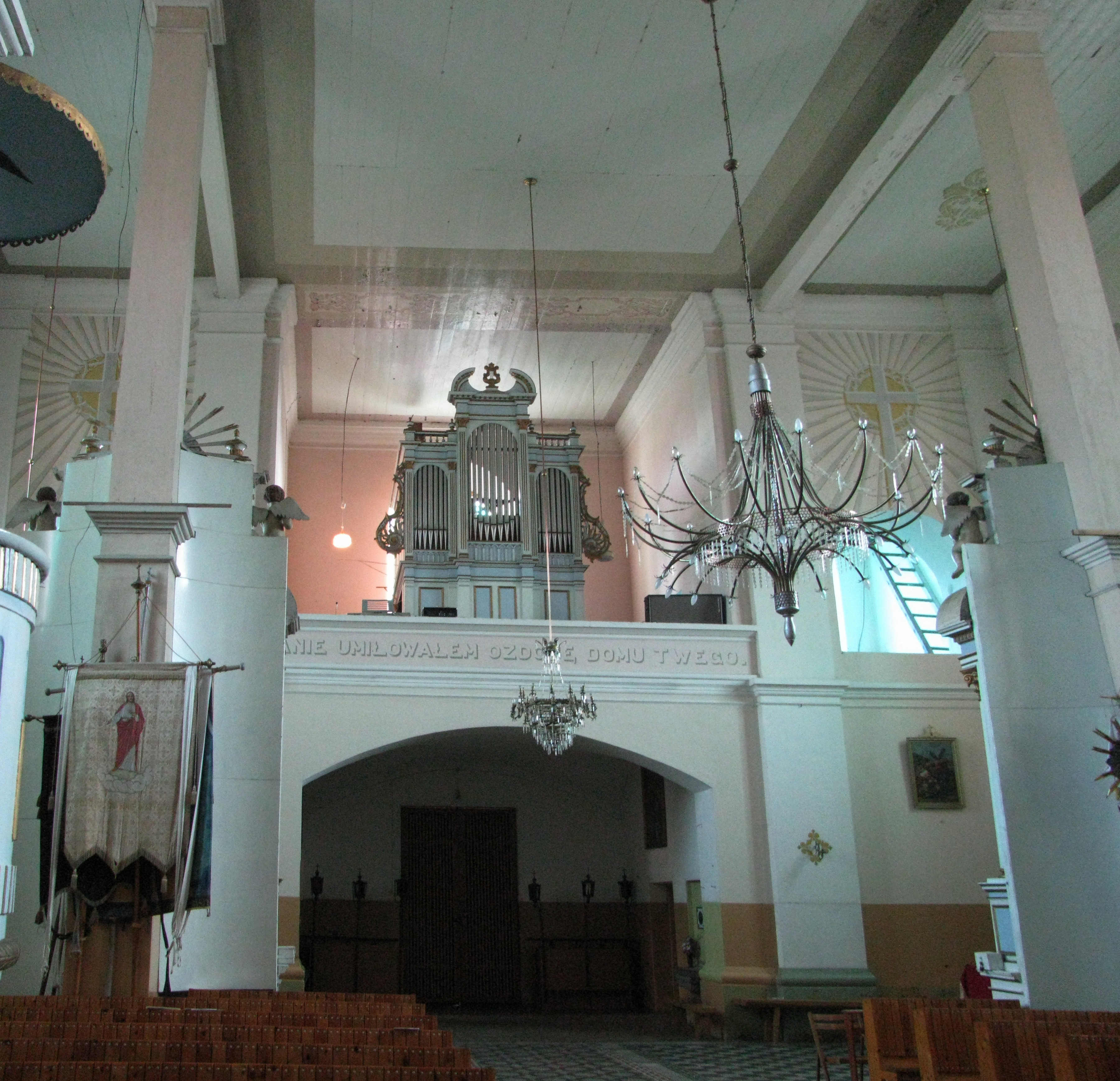
Chór i organy